# Novoselka
Novoselka  (ucraniano: Новосілка) es un pueblo del Raión de Bolhrad en el Óblast de Odesa de Ucrania. Según el censo de 2001, tiene una población de 200 habitantes.